# 洛雷杜 (帕雷迪什)
洛雷杜是葡萄牙波尔图区的一个堂区。总面积2.88平方公里，总人口1364人，人口密度473.6人/平方公里。